# Europamästerskapen i bordtennis 2022

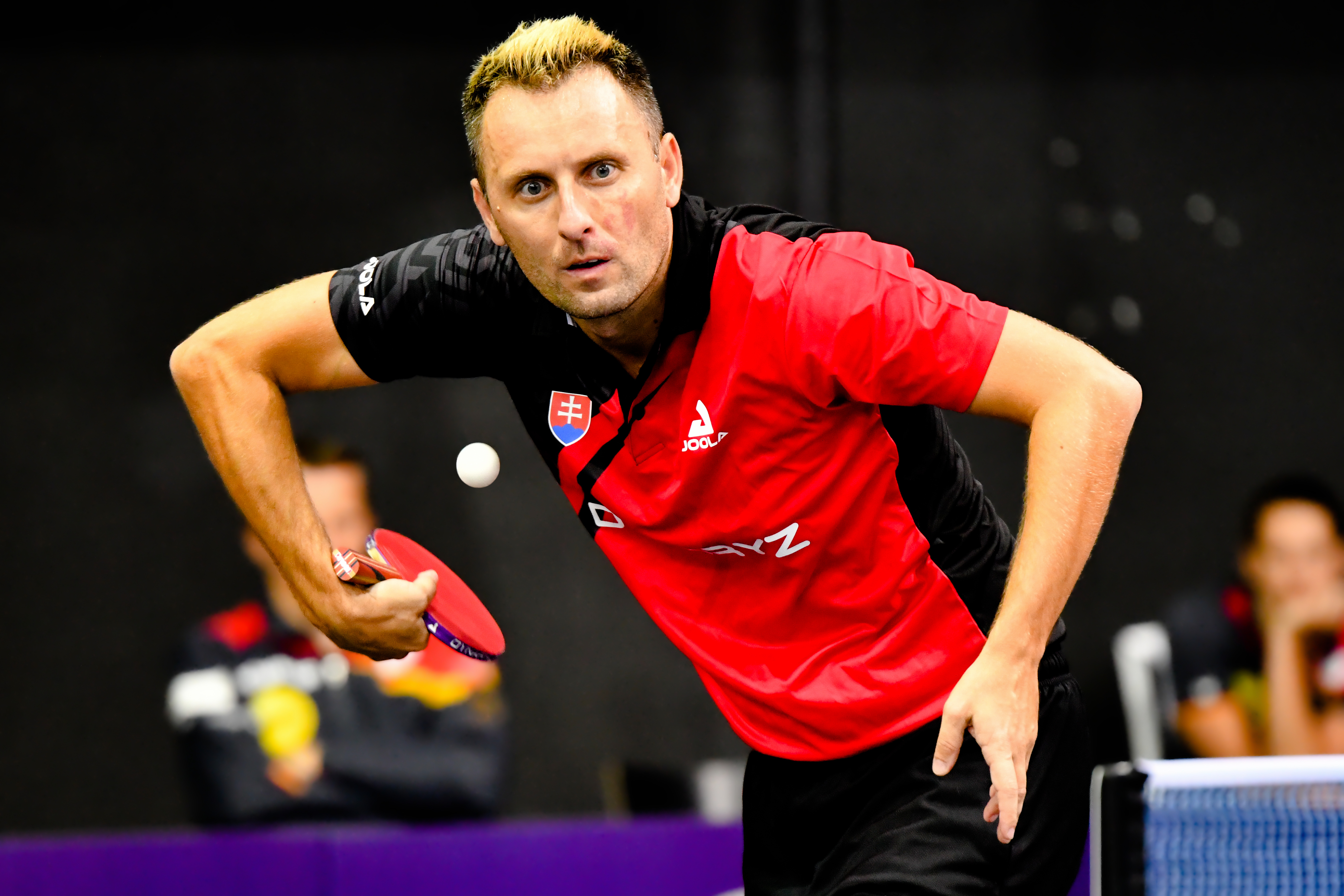
Ľubomír Pištej från Slovakien

Europamästerskapen i bordtennis 2022 är en del av Europeiska idrottsmästerskapen 2022.

## Medaljörer
| Gren         | Guld                             | Silver                            | Brons                           |
| ------------ | -------------------------------- | --------------------------------- | ------------------------------- |
| Herrsingel   | Dang Qiu                         | Darko Jorgić                      | Mattias Falck                   |
| Herrsingel   | Dang Qiu                         | Darko Jorgić                      | Kristian Karlsson               |
| Damsingel    | Sofia Polcanova                  | Nina Mittelham                    | Shan Xiaona                     |
| Damsingel    | Sofia Polcanova                  | Nina Mittelham                    | Sabine Winter                   |
| Herrdubbel   | Mattias Falck Kristian Karlsson  | Daniel Habesohn Robert Gardos     | Jon Persson Anton Källberg      |
| Herrdubbel   | Mattias Falck Kristian Karlsson  | Daniel Habesohn Robert Gardos     | Alexis Lebrun Felix Lebrun      |
| Damdubbel    | Sofia Polcanova Bernadette Szőcs | Elizabeta Samara Andreea Dragoman | Ni Xialian Sarah de Nutte       |
| Damdubbel    | Sofia Polcanova Bernadette Szőcs | Elizabeta Samara Andreea Dragoman | Maria Xiao Adina Diaconu        |
| Mixed dubbel | Emmanuel Lebesson Yuan Jia Nan   | Ovidiu Ionescu Bernadette Szőcs   | Ľubomír Pištej Barbora Balážová |
| Mixed dubbel | Emmanuel Lebesson Yuan Jia Nan   | Ovidiu Ionescu Bernadette Szőcs   | Robert Gardos Sofia Polcanova   |